# حسام وادی
حسام وادی (عربی: حسام وادي؛ زاده ۲۵ اوت ۱۹۸۶) یک بازیکن فوتبال اهل فلسطین است.
وی همچنین در تیم ملی فوتبال فلسطین بازی کرده است.